# Argüello-Nunatak
Der Argüello-Nunatak (spanisch Nunatak Argüello) ist ein Nunatak an der Oskar-II.-Küste des Grahamlands auf der Antarktischen Halbinsel. Auf der Jason-Halbinsel ragt er am nordöstlichen Ufer des Stratton Inlet auf.
Argentinische Wissenschaftler nahmen bei einer zwischen 1989 und 1990 durchgeführten Expedition Vermessungen vor. Sie benannten den Nunatak nach Pastor Paz
Argüello, Schiffszimmermann auf der argentinischen Korvette Uruguay im Jahr 1903 bei der Rettungsfahrt für die in Not geratene Schwedischen Antarktisexpedition (1901–1903) unter Otto Nordenskjöld.